# Епархия Дипху
Епархия Дипху (лат. Dioecesis Diphuensis) — епархия Римско-Католической церкви c центром в городе Дипху, Индия. Епархия Дипху входит в митрополию Гувахати.

## История
5 декабря 1983 года Римский папа Иоанн Павел II выпустил буллу Ut per aptam, которой учредил епархию Дипху, выделив её из архиепархии Шиллонга-Гаухати (сегодня — Архиепархия Шиллонга и Архиепархия Гувахати) и епархии Аиджала.

## Ординарии епархии
- епископ Матай Кочупарампил (5.12.1983 — 4.03.1992);
- епископ Иоанн Томас Каттукудийил (1.06.1994 — 7.12.2005) — назначен епископом Итанагара;
- епископ Иоанн Моолачира (14.02.2007 — 9.04.2011).

## Источник
- Annuario Pontificio, Libreria Editrice Vaticana, Città del Vaticano, 2003, ISBN 88-209-7422-3
- Булла Ut per aptam  (лат.)